# Leboulin
Leboulin (Lo Bolin en gascon) est une commune française située dans l'est du département du Gers, en région Occitanie. Sur le plan historique et culturel, la commune est dans le Pays d'Auch, un territoire céréalier et viticole qui s'est également constitué en pays au sens aménagement du territoire en 2003.
Exposée à un climat océanique altéré, elle est drainée par l'Arçon, le ruisseau de Larroussagnet et par divers autres petits cours d'eau. La commune possède un patrimoine naturel remarquable composé de quatre zones naturelles d'intérêt écologique, faunistique et floristique.
Leboulin est une commune rurale qui compte 344 habitants en 2022, après avoir connu une forte hausse de la population depuis 1975. Elle fait partie de l'aire d'attraction d'Auch. Ses habitants sont appelés les Leboulinois ou  Leboulinoises.

## Géographie

### Localisation
Leboulin est une commune de la région historique et culturelle de Gascogne située dans l'aire d'attraction d'Auch.

### Communes limitrophes
Les communes limitrophes sont  Auch, Lahitte, Marsan, Montaut-les-Créneaux, Montégut et Nougaroulet.
|      | Montaut-les-Créneaux | Nougaroulet |
| Auch | Leboulin             | Marsan      |
|      | Montégut             | Lahitte     |

### Géologie et relief
Leboulin se situe en zone de sismicité 1 (sismicité très faible).

### Hydrographie

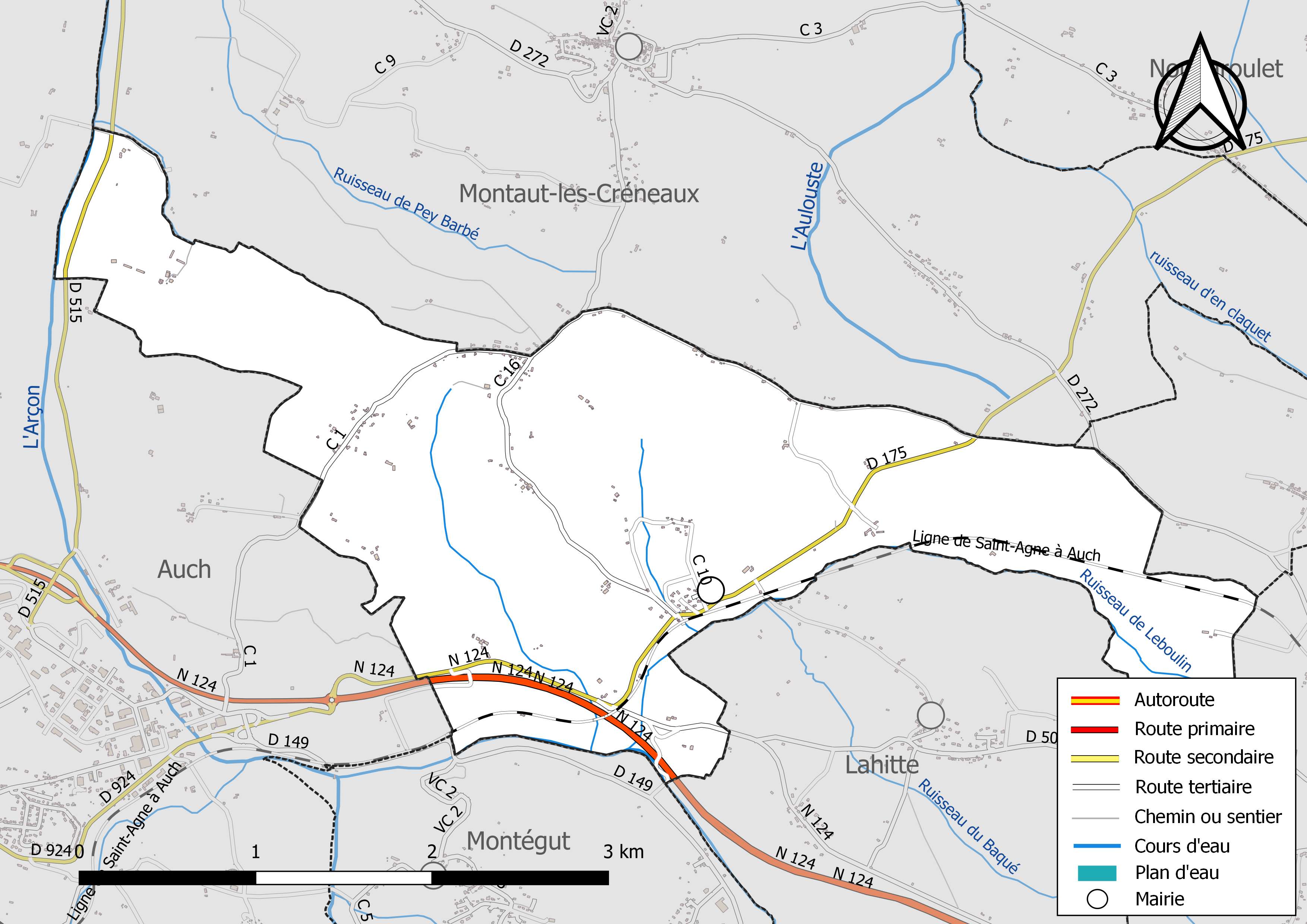
Réseaux hydrographique et routier de Leboulin.

La commune est dans le bassin de la Garonne, au sein du bassin hydrographique Adour-Garonne. Elle est drainée par l'Arçon, le ruisseau de Larroussagnet, le ruisseau de Leboulin et par deux petits cours d'eau, qui constituent un réseau hydrographique de 7 km de longueur totale,.
L'Arçon, d'une longueur totale de 18,1 km, prend sa source dans la commune d'Auterive et s'écoule vers le nord. Il traverse la commune et se jette dans le Gers à Preignan, après avoir traversé 8 communes.

### Climat
Pour des articles plus généraux, voir Climat de l'Occitanie et Climat du Gers.
En 2010, le climat de la commune est de type climat du Bassin du Sud-Ouest, selon une étude s'appuyant sur une série de données couvrant la période 1971-2000. En 2020, Météo-France publie une typologie des climats de la France métropolitaine dans laquelle la commune est exposée à un climat océanique altéré et est dans la région climatique Aquitaine, Gascogne, caractérisée par une pluviométrie abondante au printemps, modérée en automne, un faible ensoleillement au printemps, un été chaud (19,5 °C), des vents faibles, des brouillards fréquents en automne et en hiver et des orages fréquents en été (15 à 20 jours).
Pour la période 1971-2000, la température annuelle moyenne est de 13,1 °C, avec une amplitude thermique annuelle de 15,7 °C. Le cumul annuel moyen de précipitations est de 765 mm, avec 10,2 jours de précipitations en janvier et 6,3 jours en juillet. Pour la période 1991-2020, la température moyenne annuelle observée sur la station météorologique la plus proche, située sur la commune d'Auch à 7 km à vol d'oiseau, est de 13,5 °C et le cumul annuel moyen de précipitations est de 695,8 mm,. Pour l'avenir, les paramètres climatiques de la commune estimés pour 2050 selon différents scénarios d'émission de gaz à effet de serre sont consultables sur un site dédié publié par Météo-France en novembre 2022.

### Milieux naturels et biodiversité
L’inventaire des zones naturelles d'intérêt écologique, faunistique et floristique (ZNIEFF) a pour objectif de réaliser une couverture des zones les plus intéressantes sur le plan écologique, essentiellement dans la perspective d’améliorer la connaissance du patrimoine naturel national et de fournir aux différents décideurs un outil d’aide à la prise en compte de l’environnement dans l’aménagement du territoire.
Trois ZNIEFF de type 1 sont recensées sur la commune :
- l'« ancienne carrière de Saint-Cricq » (39 ha), couvrant 2 communes du département[13] ;
- les « coteaux de Montégut » (90 ha), couvrant 2 communes du département[14] ;
- les « prairies et mares de bord de l'Arçon » (60 ha), couvrant 4 communes du département[15] ;

et une ZNIEFF de type 2, : 
les « coteaux du Gers d'Aries-Espénan à Auch » (13 191 ha), couvrant 31 communes dont 28 dans le Gers et trois dans les Hautes-Pyrénées.

Carte des ZNIEFF de type 1 et 2 à Leboulin.
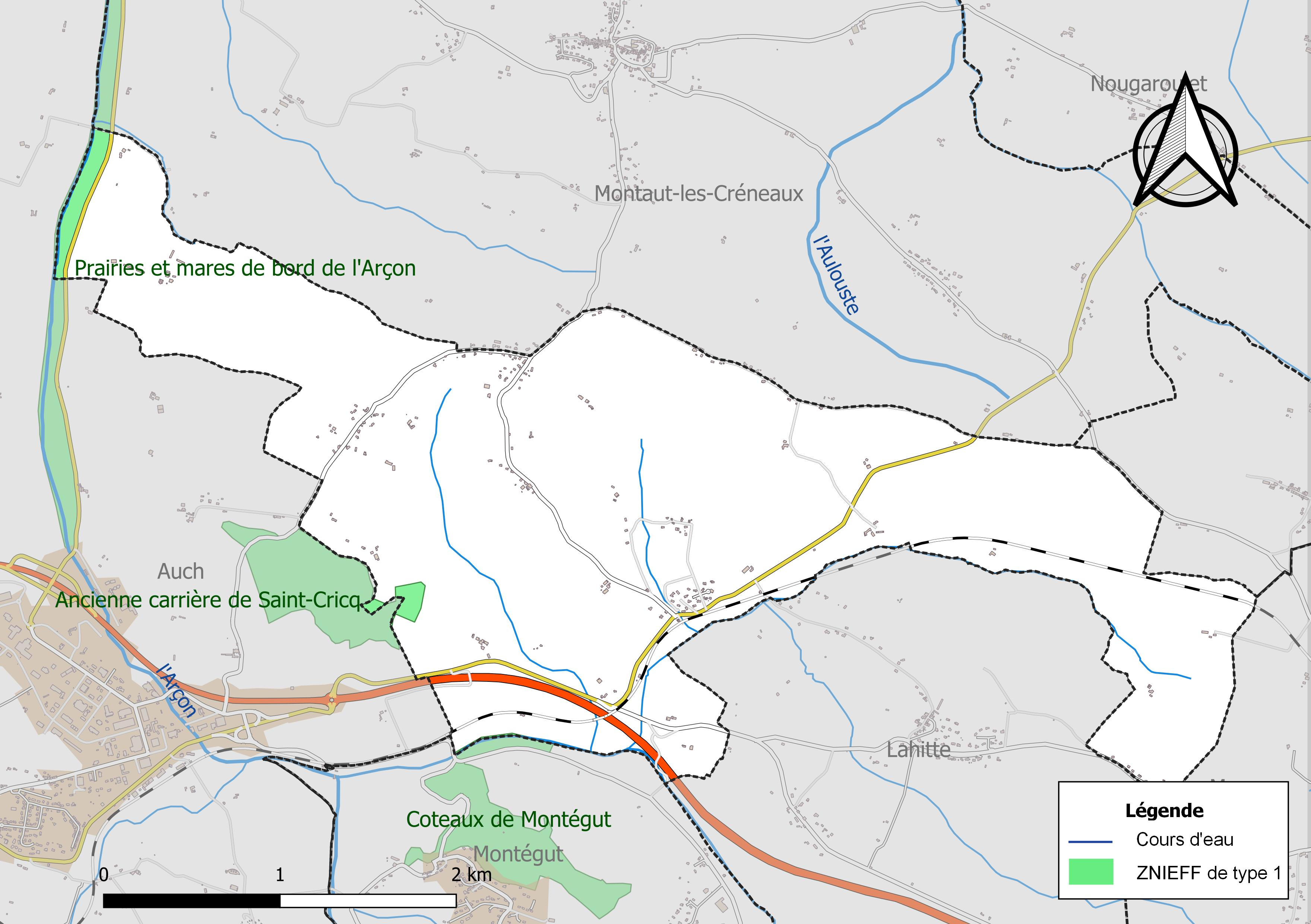
Carte des ZNIEFF de type 1 sur la commune.
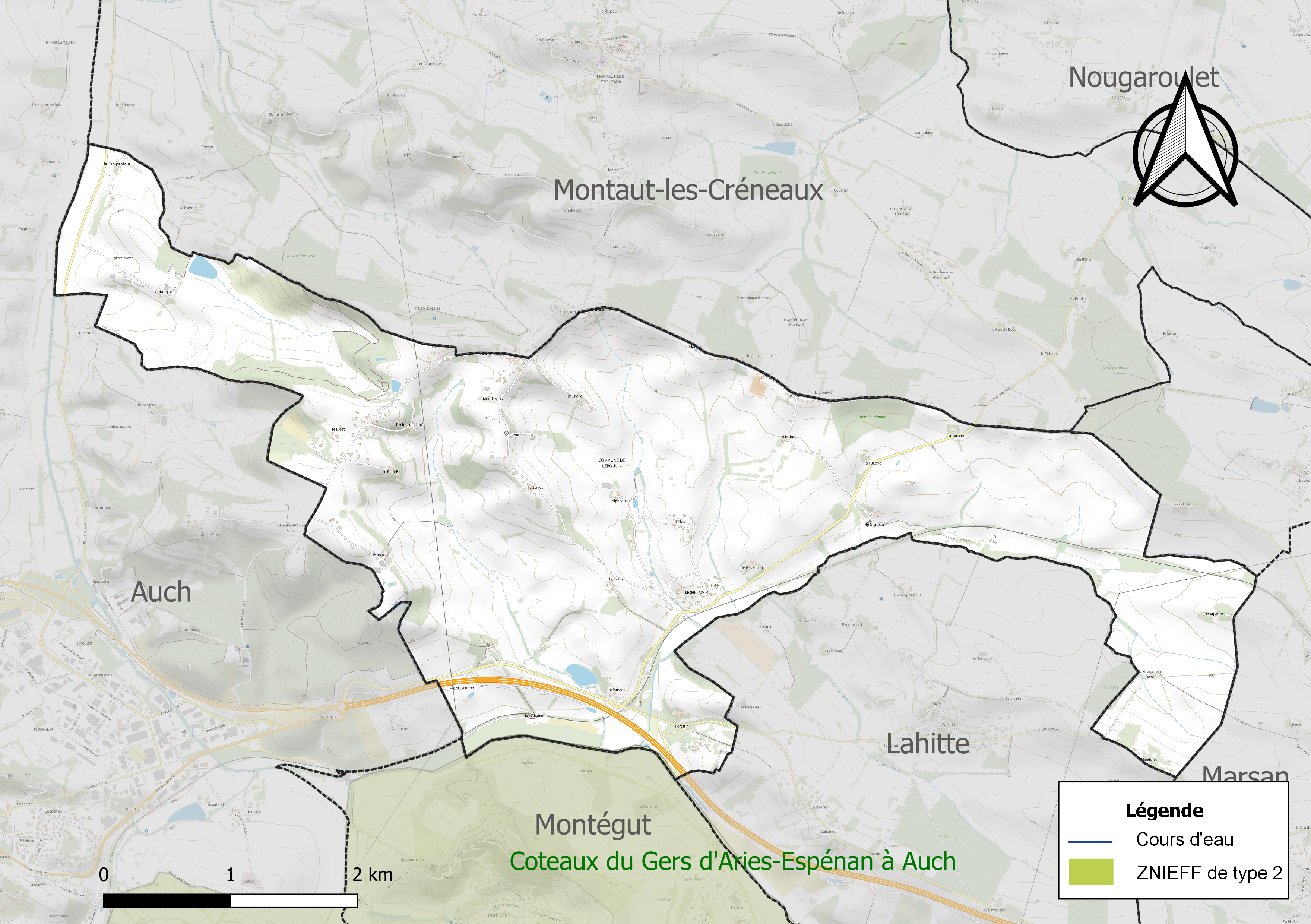
Carte de la ZNIEFF de type 2 sur la commune.

## Urbanisme

### Typologie
Au 1er janvier 2024, Leboulin est catégorisée commune rurale à habitat dispersé, selon la nouvelle grille communale de densité à sept niveaux définie par l'Insee en 2022.
Elle est située hors unité urbaine. Par ailleurs la commune fait partie de l'aire d'attraction d'Auch, dont elle est une commune de la couronne,. Cette aire, qui regroupe 112 communes, est catégorisée dans les aires de 50 000 à moins de 200 000 habitants,.

### Occupation des sols
L'occupation des sols de la commune, telle qu'elle ressort de la base de données européenne d’occupation biophysique des sols Corine Land Cover (CLC), est marquée par l'importance des territoires agricoles (95,9 % en 2018), une proportion identique à celle de 1990 (95,9 %). La répartition détaillée en 2018 est la suivante : 
terres arables (88 %), zones agricoles hétérogènes (6,7 %), forêts (4,1 %), prairies (1,2 %). L'évolution de l’occupation des sols de la commune et de ses infrastructures peut être observée sur les différentes représentations cartographiques du territoire : la carte de Cassini (XVIIIe siècle), la carte d'état-major (1820-1866) et les cartes ou photos aériennes de l'IGN pour la période actuelle (1950 à aujourd'hui).

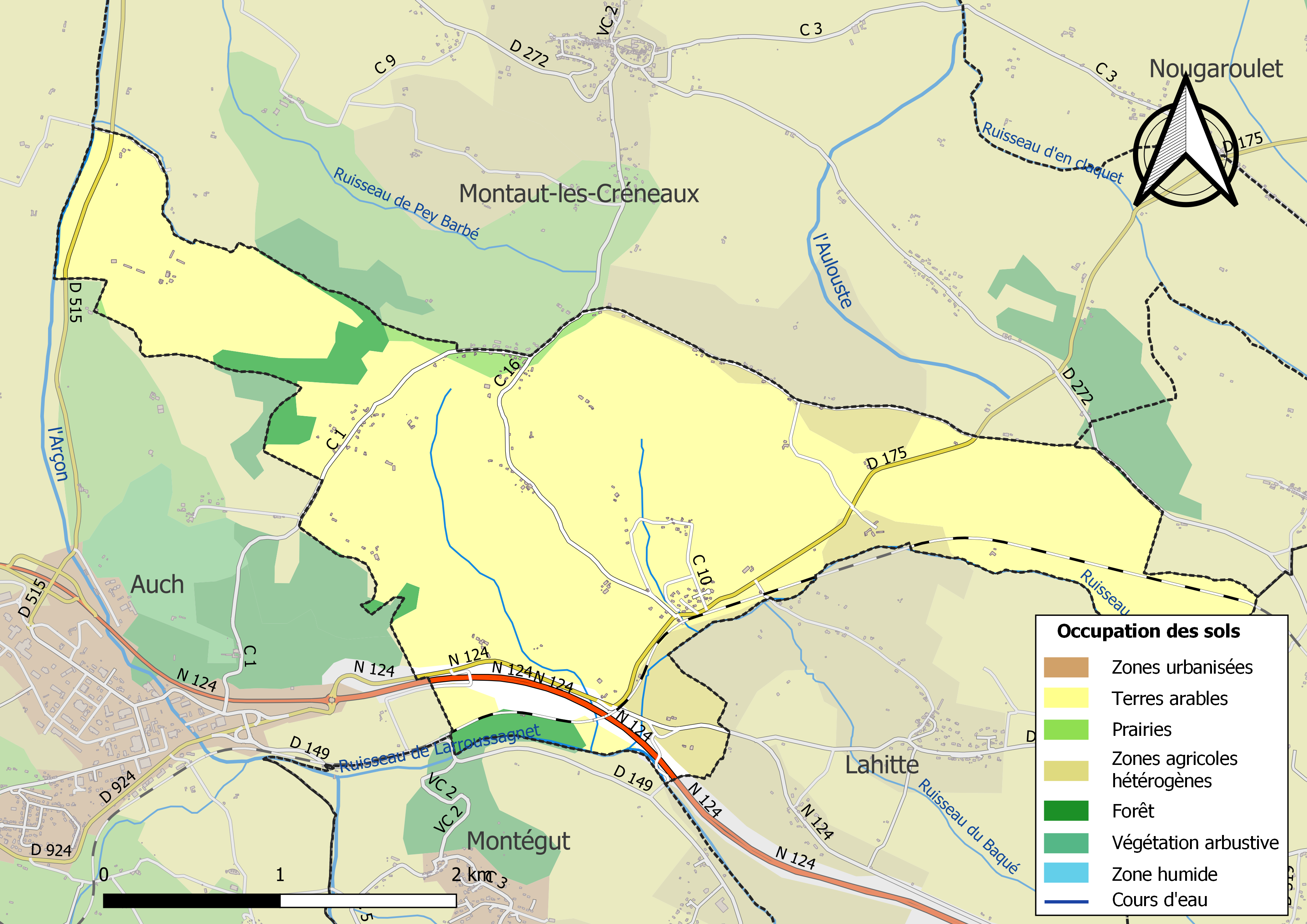
Carte des infrastructures et de l'occupation des sols de la commune en 2018 (CLC).

### Voies de communication et transports
Accès par la route nationale 124 et par la ligne SNCF (Ligne de Toulouse-Saint-Agne à Auch), en gare d'Auch.

### Risques majeurs
Le territoire de la commune de Leboulin est vulnérable à différents aléas naturels : météorologiques (tempête, orage, neige, grand froid, canicule ou sécheresse) et séisme (sismicité très faible). Un site publié par le BRGM permet d'évaluer simplement et rapidement les risques d'un bien localisé soit par son adresse soit par le numéro de sa parcelle.

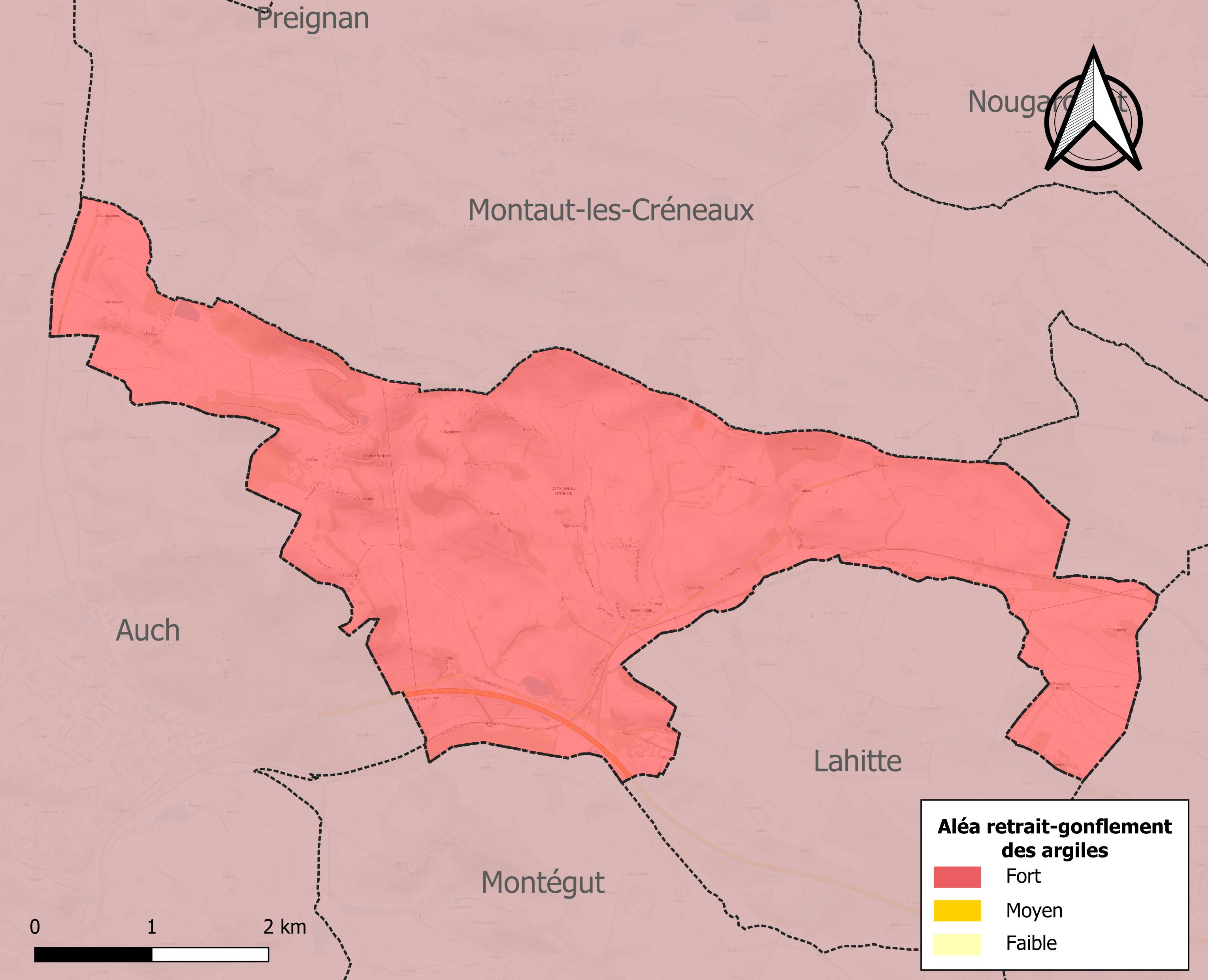
Carte des zones d'aléa retrait-gonflement des sols argileux de Leboulin.

Le retrait-gonflement des sols argileux est susceptible d'engendrer des dommages importants aux bâtiments en cas d’alternance de périodes de sécheresse et de pluie. La totalité de la commune est en aléa moyen ou fort (94,5 % au niveau départemental et 48,5 % au niveau national). Sur les 156 bâtiments dénombrés sur la commune en 2019, 156 sont en aléa moyen ou fort, soit 100 %, à comparer aux 93 % au niveau départemental et 54 % au niveau national. Une cartographie de l'exposition du territoire national au retrait gonflement des sols argileux est disponible sur le site du BRGM,.
Par ailleurs, afin de mieux appréhender le risque d’affaissement de terrain, l'inventaire national des cavités souterraines permet de localiser celles situées sur la commune.
La commune a été reconnue en état de catastrophe naturelle au titre des dommages causés par les inondations et coulées de boue survenues en 1993, 1999 et 2009. Concernant les mouvements de terrains, la commune a été reconnue en état de catastrophe naturelle au titre des dommages causés par la sécheresse en 1989, 1997, 2003, 2011, 2016 et 2019 et par des mouvements de terrain en 1999.

## Toponymie
Gentilé
Les habitants de la commune se nomment les leboulinois.

## Histoire
En 1843, sur le site du château d'Emmarre, on a découvert des murs gallo-romains, une clé et, plus particulièrement, une lampe en bronze datée du Ier siècle av. J.-C. Au lieu-dit « Le Sicard », dans les années 1960, on a découvert des mosaïques et des débris de poteries vieux de 2 000 ans. Ces découvertes ont permis de situer à Emmarre, et donc sur la route gallo-romaine d'Auch à Toulouse, l'implantation du domaine d'un certain Bullius, dont la commune tire son nom actuel.
En 1750, le seigneur de Leboulin est Jean-François Daspe, président du parlement de Toulouse. Il obtient du roi de France de faire de son fief une commune. En effet, à cette date, Leboulin n'est qu'un quartier d'Auch. Malgré une forte opposition locale, le 22 novembre 1767, Leboulin est devenue une commune à part entière.
Plusieurs carrières de pierre ont existé sur le territoire de la commune dont celle du Serrot qui a fourni les matériaux de la construction, en remplacement du tribunal précédemment situé sur l'actuelle place Salinis à Auch, du nouveau palais de justice sur les allées d'Étigny et de l'escalier monumental, inaugurés en 1863,.

## Politique et administration

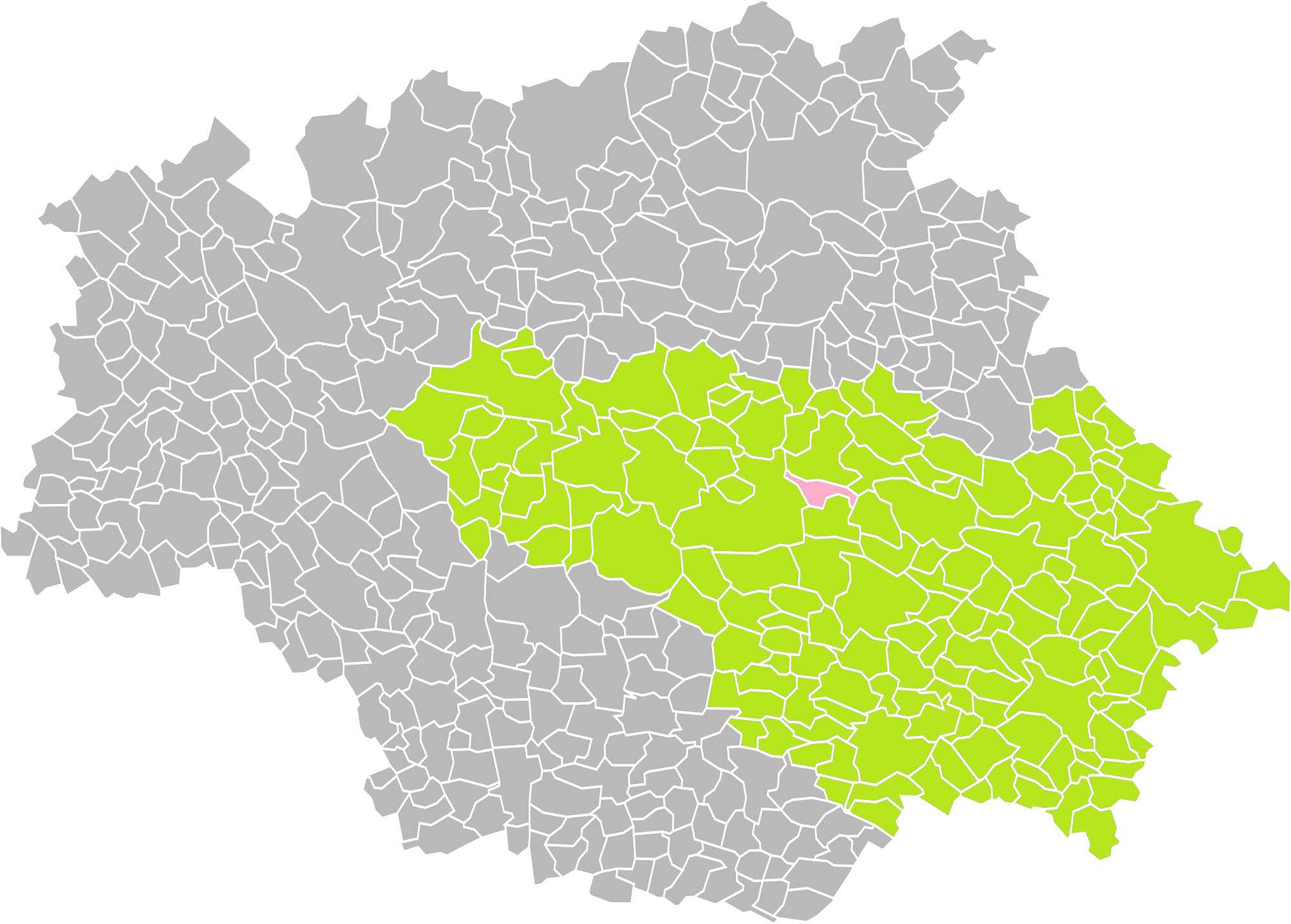
Situation de Leboulin dans l'arrondissement d'Auch et le département du Gers.

Leboulin fait partie de l'arrondissement d'Auch et du canton d'Auch-2.

### Liste des maires
| Période                                  | Période  | Identité                | Étiquette | Qualité              |
| ---------------------------------------- | -------- | ----------------------- | --------- | -------------------- |
| mars 2001                                | 2008     | Germain Laurent         |           |                      |
| mars 2008                                | 2020     | Alain Marty             | SE        | Agriculteur retraité |
| 2020                                     | En cours | Christine Lapeyre-Rossi |           |                      |
| Les données manquantes sont à compléter. |          |                         |           |                      |

## Intercommunalité
La commune fait partie de la Communauté d'agglomération Grand Auch Cœur de Gascogne.

## Population et société

### Démographie
| 1793 | 1800 | 1806 | 1821 | 1831 | 1841 | 1846 | 1851 | 1856 |
| ---- | ---- | ---- | ---- | ---- | ---- | ---- | ---- | ---- |
| 233  | 240  | 219  | 223  | 224  | 202  | 218  | 190  | 220  |

| 1861 | 1866 | 1872 | 1876 | 1881 | 1886 | 1891 | 1896 | 1901 |
| ---- | ---- | ---- | ---- | ---- | ---- | ---- | ---- | ---- |
| 201  | 211  | 203  | 235  | 224  | 246  | 219  | 198  | 189  |

| 1906 | 1911 | 1921 | 1926 | 1931 | 1936 | 1946 | 1954 | 1962 |
| ---- | ---- | ---- | ---- | ---- | ---- | ---- | ---- | ---- |
| 204  | 192  | 175  | 167  | 165  | 169  | 165  | 185  | 184  |

| 1968 | 1975 | 1982 | 1990 | 1999 | 2006 | 2007 | 2012 | 2017 |
| ---- | ---- | ---- | ---- | ---- | ---- | ---- | ---- | ---- |
| 170  | 120  | 176  | 238  | 285  | 290  | 291  | 334  | 346  |

| 2022 | - | - | - | - | - | - | - | - |
| ---- | - | - | - | - | - | - | - | - |
| 344  | - | - | - | - | - | - | - | - |

## Économie

### Revenus
En 2018  (données Insee publiées en septembre 2021), la commune compte 146 ménages fiscaux, regroupant 381 personnes. La médiane du revenu disponible par unité de consommation est de 26 450 € (20 820 € dans le département).

### Emploi
|                | 2008  | 2013  | 2018  |
| -------------- | ----- | ----- | ----- |
| Commune        | 4,7 % | 5,6 % | 4,8 % |
| Département    | 6,1 % | 7,5 % | 8,2 % |
| France entière | 8,3 % | 10 %  | 10 %  |

En 2018, la population âgée de 15 à 64 ans s'élève à 221 personnes, parmi lesquelles on compte 78,1 % d'actifs (73,3 % ayant un emploi et 4,8 % de chômeurs) et 21,9 % d'inactifs,. Depuis 2008, le taux de chômage communal (au sens du recensement) des 15-64 ans est inférieur à celui de la France et du département.
La commune fait partie de la couronne de l'aire d'attraction d'Auch, du fait qu'au moins 15 % des actifs travaillent dans le pôle,. Elle compte 37 emplois en 2018, contre 25 en 2013 et 19 en 2008. Le nombre d'actifs ayant un emploi résidant dans la commune est de 163, soit un indicateur de concentration d'emploi de 22,6 % et un taux d'activité parmi les 15 ans ou plus de 60,4 %.
Sur ces 163 actifs de 15 ans ou plus ayant un emploi, 36 travaillent dans la commune, soit 22 % des habitants. Pour se rendre au travail, 91,5 % des habitants utilisent un véhicule personnel ou de fonction à quatre roues, 0,5 % les transports en commun, 3 % s'y rendent en deux-roues, à vélo ou à pied et 4,9 % n'ont pas besoin de transport (travail au domicile).

### Activités hors agriculture
20 établissements sont implantés  à Leboulin au 31 décembre 2019.
Le secteur des activités immobilières est prépondérant sur la commune puisqu'il représente 20 % du nombre total d'établissements de la commune (4 sur les 20 entreprises implantées  à Leboulin), contre 5,2 % au niveau départemental.

### Agriculture
La commune est dans le « Haut-Armagnac », une petite région agricole occupant le centre du département du Gers. En 2020, l'orientation technico-économique de l'agriculture  sur la commune est l'exploitation de grandes cultures (hors céréales et oléoprotéagineuses).
|               | 1988 | 2000  | 2010 | 2020 |
| ------------- | ---- | ----- | ---- | ---- |
| Exploitations | 15   | 15    | 12   | 11   |
| SAU (ha)      | 822  | 1 077 | 959  | 803  |

Le nombre d'exploitations agricoles en activité et ayant leur siège dans la commune est passé de 15 lors du recensement agricole de 1988  à 15 en 2000 puis à 12 en 2010 et enfin à 11 en 2020, soit une baisse de 27 % en 32 ans. Le même mouvement est observé à l'échelle du département qui a perdu pendant cette période 51 % de ses exploitations,. La surface agricole utilisée sur la commune a également diminué, passant de 822 ha en 1988 à 803 ha en 2020. Parallèlement la surface agricole utilisée moyenne par exploitation a augmenté, passant de 55 à 73 ha.

## Culture locale et patrimoine

### Lieux et monuments

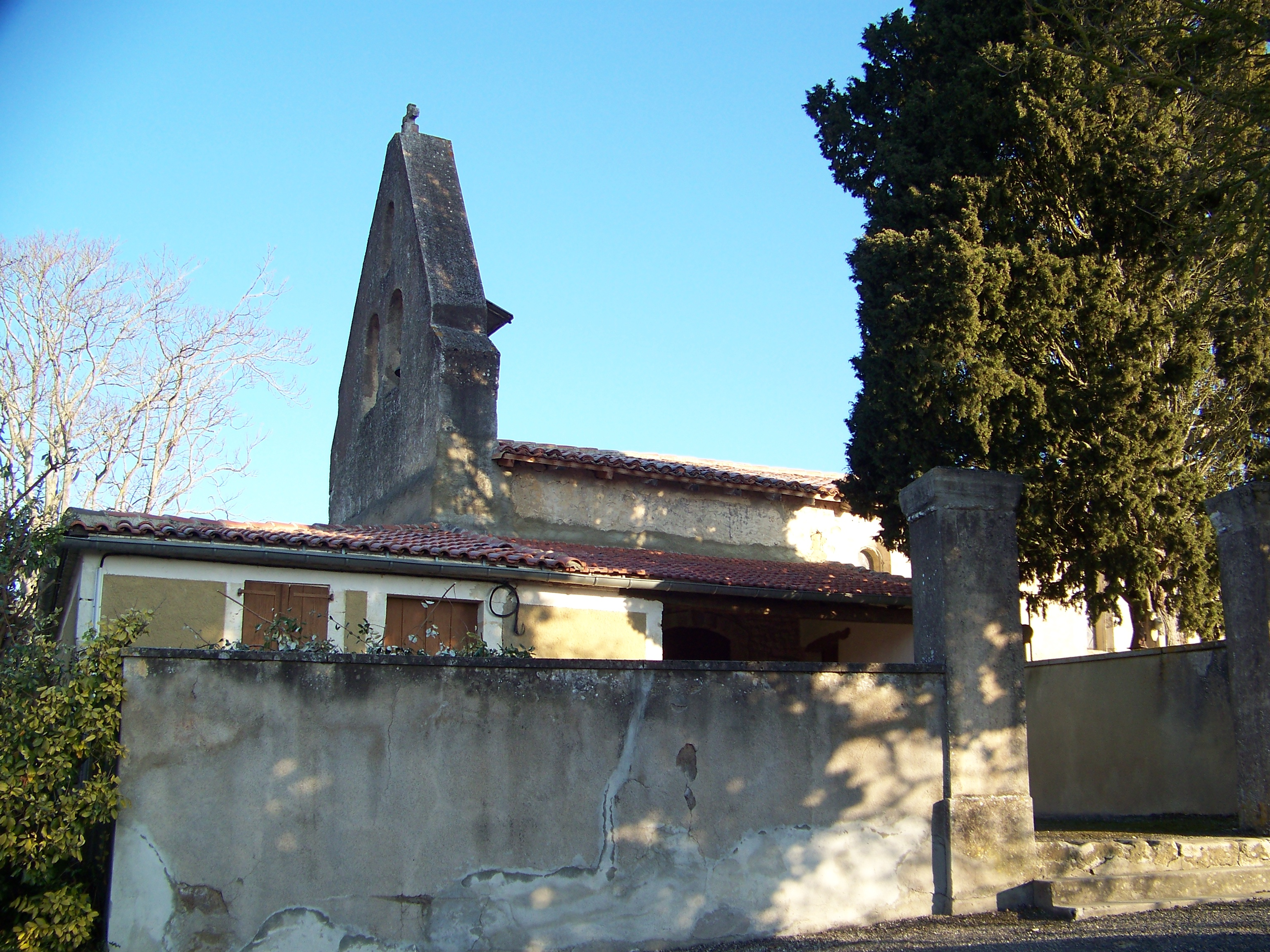
L'église de la Transfiguration de Leboulin

- L'église de la Transfiguration de Leboulin[33], au lieu-dit Le Château. L'édifice a un petit clocher-mur et une abside semi-circulaire[22].
- Stèle du 26 juillet 1944 : elle commémore un épisode de la résistance pendant la Seconde Guerre mondiale[22].

### Héraldique
| Blason de Leboulin | Blason  | De gueules à la muraille crénelée de trois pièces d'argent, maçonnée de sable, chargée d'un lion de gueules et accompagnée de trois besant d'argent rangés en chef. |
| Blason de Leboulin | Détails | Adopté le 11 avril 2023. |